# Ohař (Mirovice)
Ohař je malá vesnice, část města Mirovice v okrese Písek v Jihočeském kraji. Nachází se asi 3,5 kilometru severně od Mirovic. Ohař je také název katastrálního území o rozloze 4,01 km². V katastrálním území Ohař leží i Řeteč.

## Historie
První písemná zmínka o vesnici pochází z roku 1312.

## Obyvatelstvo
| Rok            | 1869 | 1880 | 1890 | 1900 | 1910 | 1921 | 1930 | 1950 | 1961 | 1970 | 1980 | 1991 | 2001 | 2011 | 2021 |
| -------------- | ---- | ---- | ---- | ---- | ---- | ---- | ---- | ---- | ---- | ---- | ---- | ---- | ---- | ---- | ---- |
| Počet obyvatel | 105  | 124  | 118  | 105  | 99   | 98   | 85   | 60   | 50   | 33   | 15   | 8    | 4    | 2    | 12   |
| Počet domů     | 17   | 18   | 19   | 18   | 17   | 18   | 18   | 16   | 14   | 12   | 9    | 6    | 16   | 16   | 18   |

## Obecní správa
Při sčítání lidu v letech 1850–1886 Ohař byl osadou obce Lety v okrese Písek. V letech 1887–1929 byl osadou obce Myslín v okrese Písek. V letech 1930–1960 byl samostatnou obcí v okrese Písek. V letech 1961–1971 byl částí obce Boješice v okrese Písek. Od 26. listopadu 1971 do 31. prosince 1987 byl znovu částí obce Myslín v okrese Písek, kdy se konaly obecní volby. Od 1. ledna 1988 je částí města Mirovice v okrese Písek. Poté se Myslín opět osamostatnil, ale Ohař již zůstal součástí Mirovic.

## Pamětihodnosti
- Ve vesnici na návsi se nachází velmi zdobný kříž v ohrádce. Na vysokém kamenném podstavci nese dataci 1861.
- Další kříž se nachází u příjezdové komunikace do vesnice. Na kulatém štítku je nápis CHVÁLA KRISTU.

## Galerie

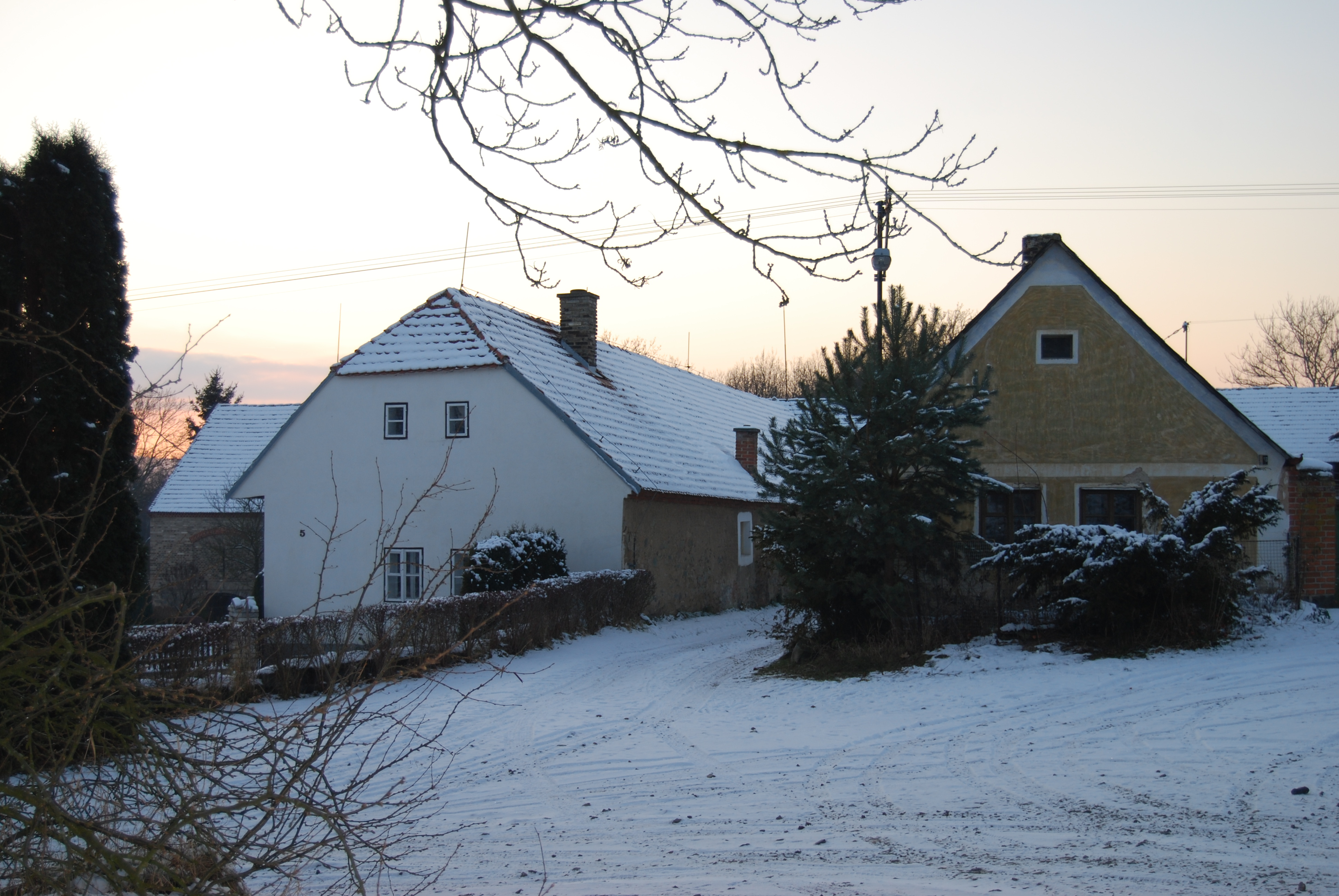
Stavení ve vsi
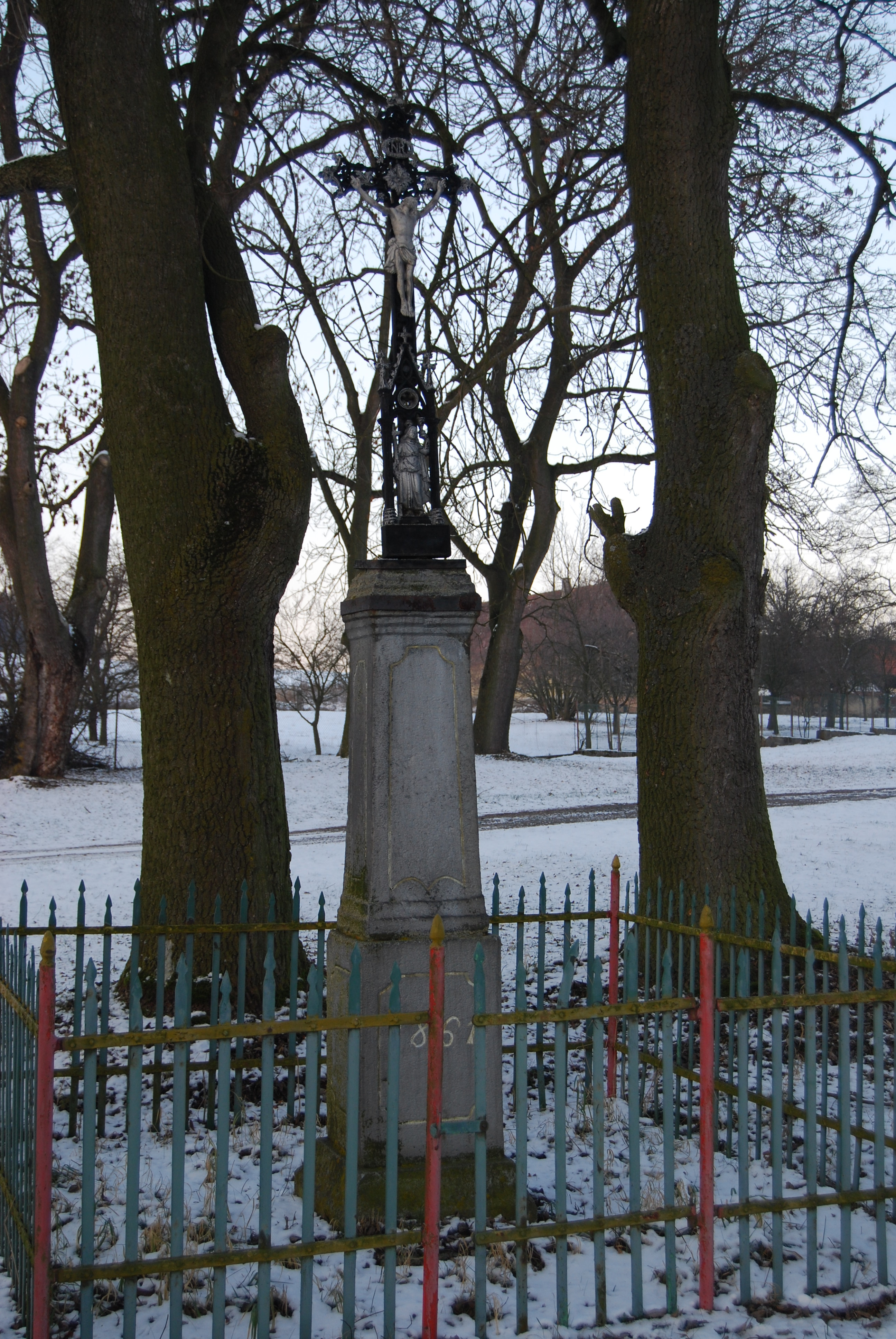
Kříž ve vesnici
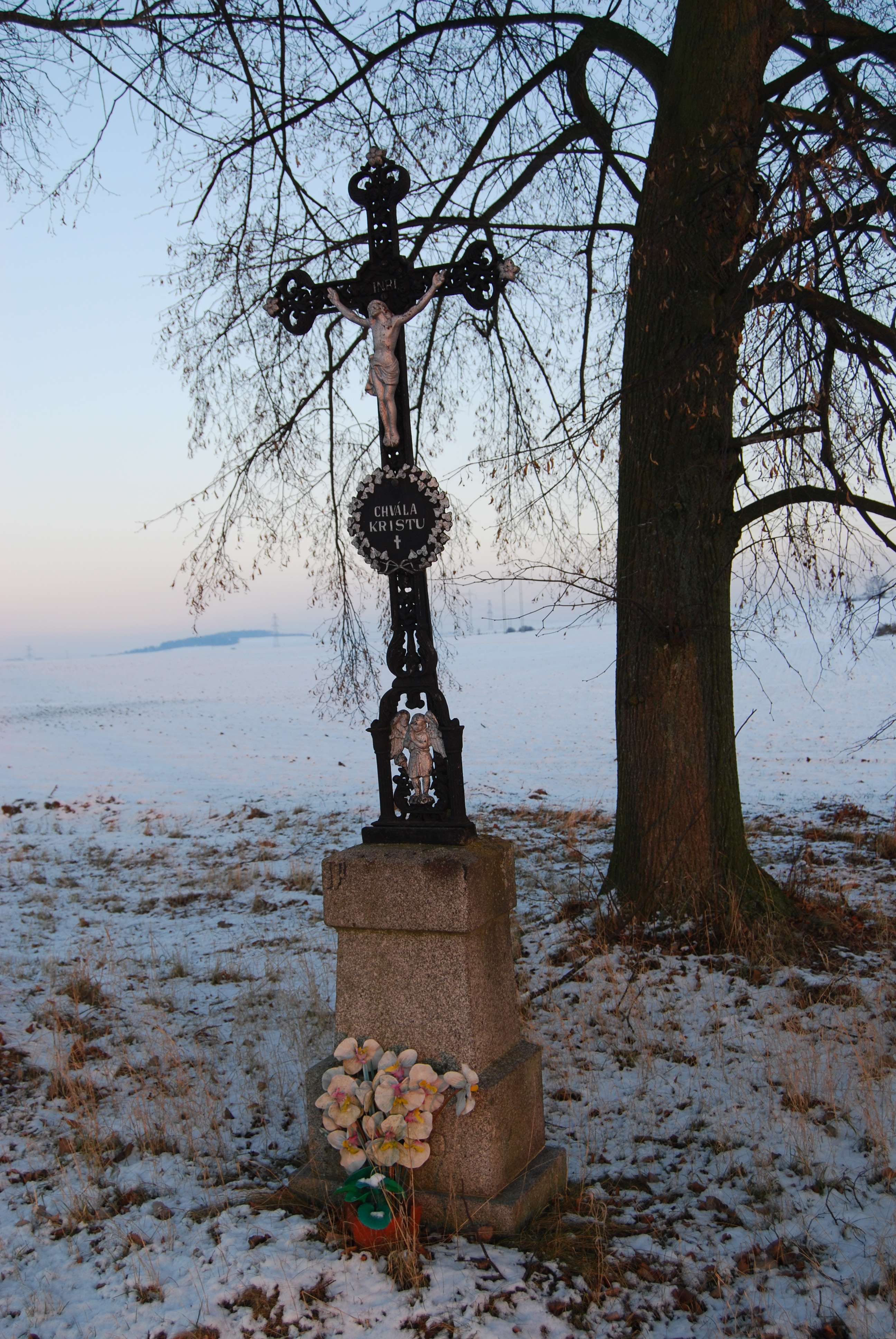
Kříž poblíž vesnice